# Normanville (Eure)
Pour les articles homonymes, voir Normanville.
Normanville est une commune française située dans le département de l'Eure, en région Normandie.

## Géographie

### Hydrographie
La commune est située dans le bassin Seine-Normandie. Elle est drainée par l'Iton, un bras de l'Iton et divers autres petits cours d'eau,.
L'Iton, d'une longueur de 132 km, prend sa source dans la commune de Mahéru et se jette  dans l'Eure à Acquigny, après avoir traversé 39 communes.Les caractéristiques hydrologiques de l'Iton sont données par la station hydrologique située sur la commune de Normanville. Le débit moyen mensuel est de 3,54 m3/s. Le débit moyen journalier maximum est de 16,8 m3/s, atteint lors de la crue du 27 mars 2001. Le débit instantané maximal est quant à lui de 17,5 m3/s, atteint le même jour.

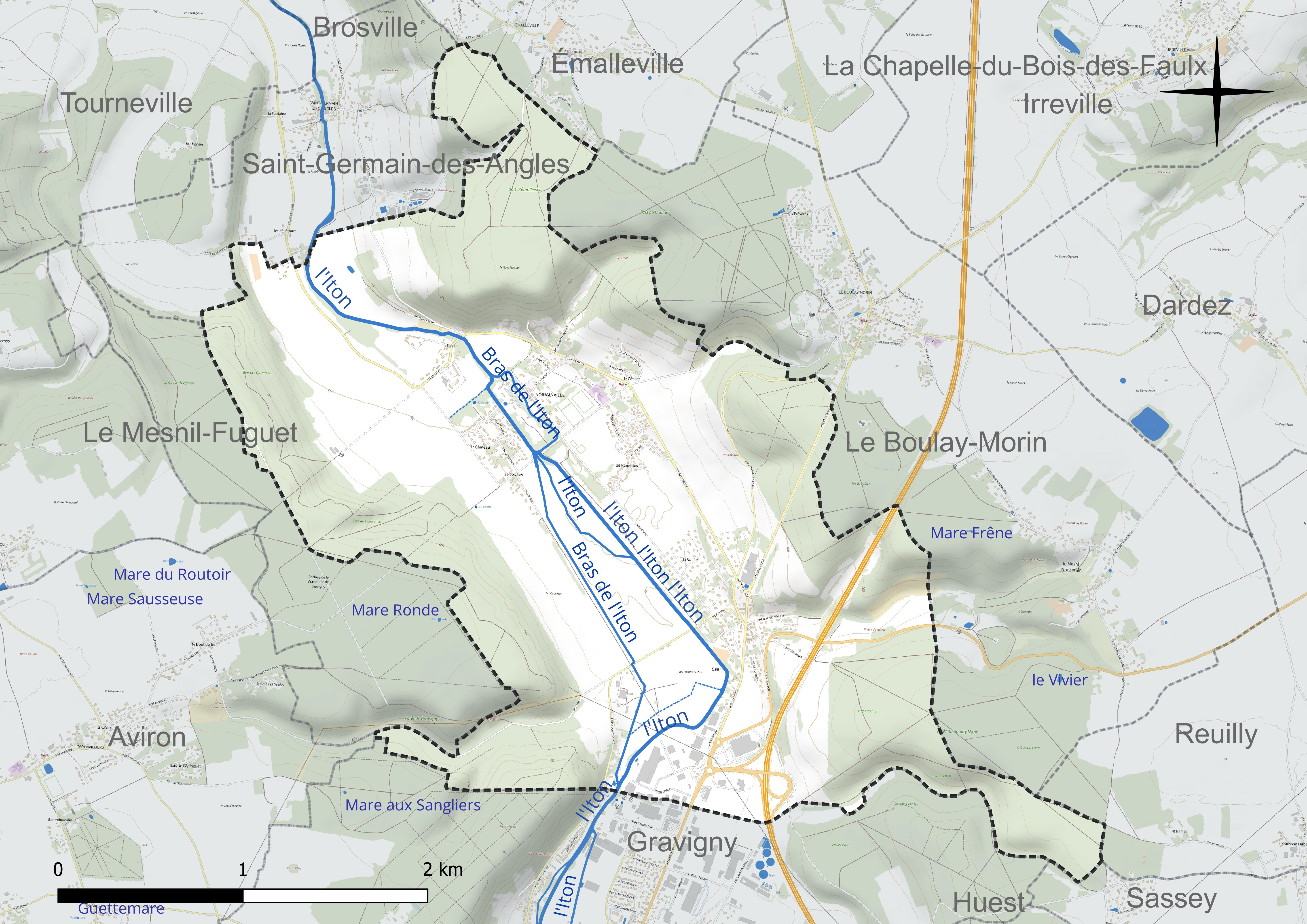
Réseau hydrographique de Normanville.

### Climat
Pour des articles plus généraux, voir Climat de la Normandie et Climat de l'Eure.
En 2010, le climat de la commune est de type climat océanique dégradé des plaines du Centre et du Nord, selon une étude du CNRS s'appuyant sur une série de données couvrant la période 1971-2000. En 2020, Météo-France publie une typologie des climats de la France métropolitaine dans laquelle la commune est exposée à un climat océanique et est dans la région climatique  Côtes de la Manche orientale, caractérisée par un faible ensoleillement (1 550 h/an) ; forte humidité de l’air (plus de 20 h/jour avec humidité relative > 80 % en hiver), vents forts fréquents. Parallèlement le GIEC normand, un groupe régional d’experts sur le climat, différencie quant à lui, dans une étude de 2020, trois grands types de climats pour la région Normandie, nuancés à une échelle plus fine par les facteurs géographiques locaux. La commune est, selon ce zonage, exposée à un « climat des plateaux abrités », correspondant aux plaines agricoles de l’Eure, avec une pluviométrie beaucoup plus faible que dans la plaine de Caen en raison du double effet d’abri provoqué par les collines du Bocage normand et par celles qui s’étendent sur un axe du Pays d'Auge au Perche.
Pour la période 1971-2000, la température annuelle moyenne est de 10,7 °C, avec  une amplitude thermique annuelle de 14,3 °C. Le cumul annuel moyen de précipitations est de 687 mm, avec 11,1 jours de précipitations en janvier et 8 jours en juillet. Pour la période 1991-2020, la température moyenne annuelle observée sur la station météorologique la plus proche, située sur la commune de Huest à 6 km à vol d'oiseau, est de 11,2 °C et le cumul annuel moyen de précipitations est de 600,6 mm,. Pour l'avenir, les paramètres climatiques de la commune estimés pour 2050 selon différents scénarios d’émission de gaz à effet de serre sont consultables sur un site dédié publié par Météo-France en novembre 2022.

## Urbanisme

### Typologie
Au 1er janvier 2024, Normanville est catégorisée ceinture urbaine, selon la nouvelle grille communale de densité à 7 niveaux définie par l'Insee en 2022.
Elle est située hors unité urbaine. Par ailleurs la commune fait partie de l'aire d'attraction d'Évreux, dont elle est une commune de la couronne,. Cette aire, qui regroupe 108 communes, est catégorisée dans les aires de 50 000 à moins de 200 000 habitants,.

### Occupation des sols
L'occupation des sols de la commune, telle qu'elle ressort de la base de données européenne d’occupation biophysique des sols Corine Land Cover (CLC), est marquée par l'importance des forêts et milieux semi-naturels (43,3 % en 2018), une proportion sensiblement équivalente à celle de 1990 (43,4 %). La répartition détaillée en 2018 est la suivante : 
forêts (43,3 %), terres arables (36,4 %), zones urbanisées (10,5 %), prairies (6,1 %), zones industrielles ou commerciales et réseaux de communication (3,5 %), zones agricoles hétérogènes (0,1 %). L'évolution de l’occupation des sols de la commune et de ses infrastructures peut être observée sur les différentes représentations cartographiques du territoire : la carte de Cassini (XVIIIe siècle), la carte d'état-major (1820-1866) et les cartes ou photos aériennes de l'IGN pour la période actuelle (1950 à aujourd'hui).

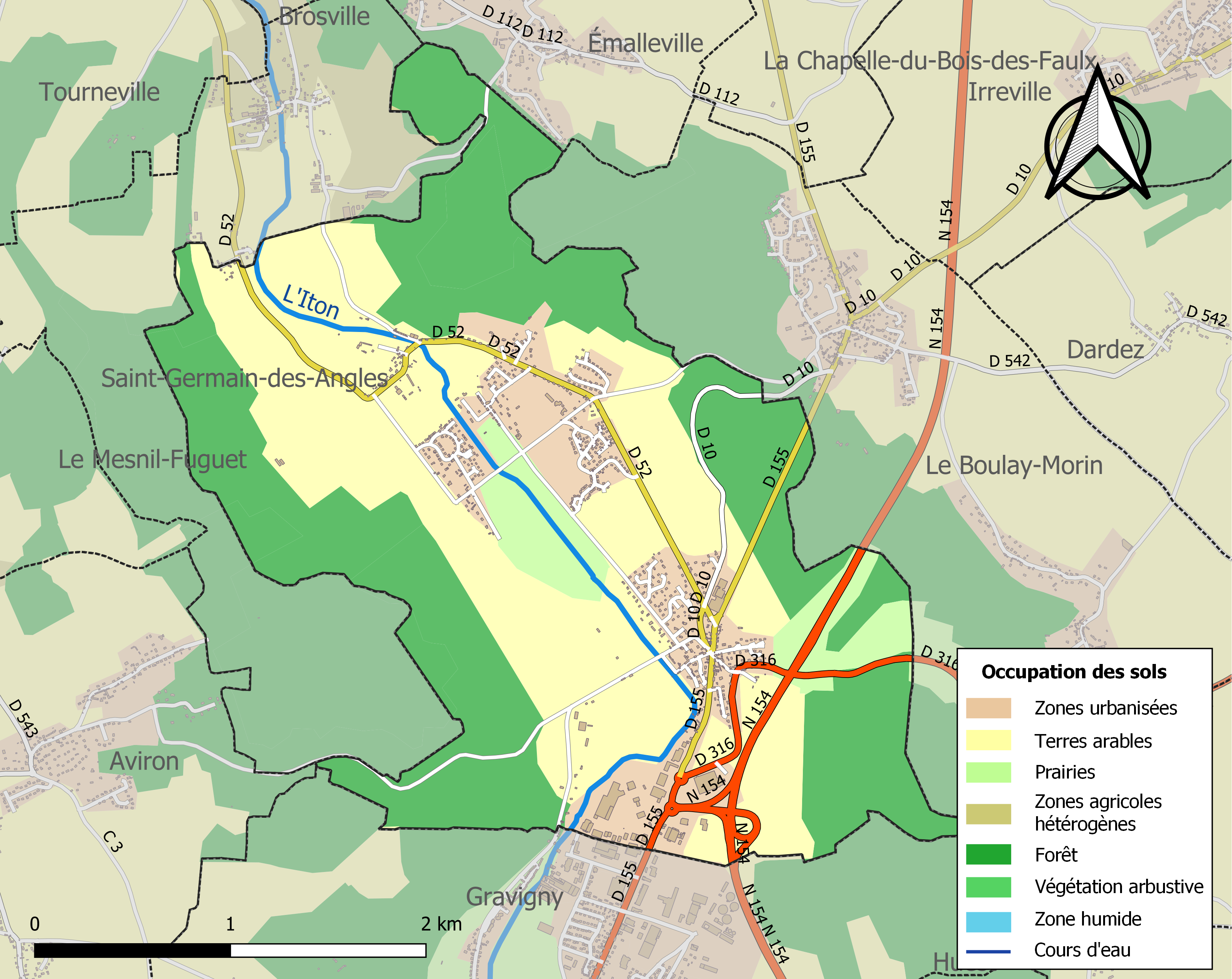
Carte des infrastructures et de l'occupation des sols de la commune en 2018 (CLC).

## Toponymie
Le nom de la localité est attesté sous la forme Normanni villam en 1028 - 1033 (Fauroux 66), Normanivilla en 1195 (charte de Richard Cœur de Lion), Normanville en 1793 et 1801, Normanville-sur-Iton en 1828 (Louis Du Bois).
Il s'agit du nom de personne ethnique Normant, Normand fréquemment attesté dans la Normandie ducale et qui signifie « l'Homme du nord, le Scandinave ». On le retrouve par exemple dans les toponymes Bosnormand (Eure, Bosco Normanni 1180), Bois-Normand (Eure, Ormes, Boscus Normanni 1180) et Bois-Normand-près-Lyre (Eure, Silva Normanni 1066- 1087), ainsi que dans les patronymes Lenormand et Normand, suivi de l'élément -ville représentant l'ancien français vile « domaine rural », puis « village » > ville (-villa est une latinisation médiévale destinée à s'insérer dans des chartes, cartulaires, pouillés rédigés en latin médiéval).
Homonymie avec Normanville (Seine-Maritime).

## Histoire
En 946, Richard Ier donne Normanville et Caër à la cathédrale de Rouen. Roger de Beaumont qui obtint ensuite le village, le donna à saint Léger de Dreux.
En 1225, Louis VIII donne le château de Normanville à Simon III de Poissy. Ses descendants en seront détenteurs jusqu'au début du XVe siècle.
Le château de Normanville fut construit en 1740 par Jean Bochard de Champigny et resta dans la famille jusqu’en 1870. Il fut démoli faute de réparation.
La commune de Caër est rattachée à Normanville en 1811.

## Politique et administration
| Période    | Période   | Identité                                       | Étiquette | Qualité          |
| ---------- | --------- | ---------------------------------------------- | --------- | ---------------- |
| avant 1981 | ?         | Jean-Marie Allegrini                           |           |                  |
| mars 2001  | mars 2008 | Jean Lourdel                                   |           |                  |
| mars 2008  | En cours  | Philippe Vivier Réélu pour le mandat 2020-2026 | DVG       | Expert-comptable |

## Démographie
En 2022 , la commune de Normanville comptait 1164 habitants. À partir du XXIe siècle, les recensements réels des communes de moins de 10 000 habitants ont lieu tous les cinq ans. Les autres chiffres sont des estimations.
| 1793 | 1800 | 1806 | 1821 | 1831 | 1836 | 1841 | 1846 | 1851 |
| ---- | ---- | ---- | ---- | ---- | ---- | ---- | ---- | ---- |
| 164  | 187  | 186  | 276  | 287  | 350  | 349  | 359  | 291  |

| 1856 | 1861 | 1866 | 1872 | 1876 | 1881 | 1886 | 1891 | 1896 |
| ---- | ---- | ---- | ---- | ---- | ---- | ---- | ---- | ---- |
| 277  | 270  | 285  | 259  | 274  | 262  | 252  | 236  | 242  |

| 1901 | 1906 | 1911 | 1921 | 1926 | 1931 | 1936 | 1946 | 1954 |
| ---- | ---- | ---- | ---- | ---- | ---- | ---- | ---- | ---- |
| 227  | 225  | 183  | 203  | 218  | 214  | 176  | 243  | 250  |

| 1962 | 1968 | 1975 | 1982 | 1990  | 1999  | 2006  | 2011  | 2016  |
| ---- | ---- | ---- | ---- | ----- | ----- | ----- | ----- | ----- |
| 290  | 305  | 630  | 790  | 1 142 | 1 255 | 1 115 | 1 085 | 1 083 |

| 2021  | 2022  | - | - | - | - | - | - | - |
| ----- | ----- | - | - | - | - | - | - | - |
| 1 134 | 1 164 | - | - | - | - | - | - | - |

## Culture locale et patrimoine

### Lieux et monuments
- Église Saint-Gaud[24],[25], du XIIIe.

Datant du XVIe siècle, l’église de Normanville est placée sous le vocable de Saint-Gaud. Bâtie de pierres de taille, elle comprend une nef rectangulaire de la fin du XVe siècle et un chœur en retrait. Elle possède des fenêtres à meneaux, des vitraux anciens et un retable.
Une église existait en 1195. En 1510, l’église actuelle est bâtie, incorporant le chœur et le chevet (sacristie) de l’édifice du XIIe siècle. La porte principale est de style Renaissance tardive ; la petite porte basse Renaissance est la plus fréquemment utilisée par les paroissiens.
Mobilier
Le mobilier est d'époques diverses : confessionnal du XIXe siècle - une pietà du XVIIe siècle, en pierre, badigeonnée de plâtre - une statue de saint Germain[Lequel ?] (XVIIe siècle).
La chaire, comme l’ensemble du mobilier en bois de l’église, appartient à l’art néogothique et date du XIXe siècle.
Deux statuettes : un moine prêchant sous un arbre, placé à la chapelle Saint-Gaud ; et un ange adorant, fixé au lambris, près de la statue de saint Leufroy.
L’autel placé contre le mur Est est dédié à saint Gaud.
Dans le chœur, deux statues du XVIIe siècle de saint Leufroy et saint Blaise.
Deux groupes en pierre polychrome : saint Martin à cheval donnant son manteau à un pauvre et saint Georges à cheval terrassant le dragon.
Le fond du chœur est occupé par un large retable peint en blanc et or, qui encadre un très bel autel de marbre rouge (XVIIIe siècle) dont le centre est incrusté d’une croix de malte en marbre blanc. La partie centrale du retable contient une toile représentant le Christ assis, méditant sur les instruments de la Passion que lui présente un ange.
À gauche de l’autel, un majestueux lutrin de bronze supporte un graduel romain de 1858.
Trois statues : saint Antoine avec son cochon (bois polychrome fin du XVIe siècle), sainte Barbe tenant un livre à la main gauche et saint Vincent[Lequel ?] (XVIIe siècle).
Vitraux
L’église comporte encore quelques fragments de vitraux anciens.
Au-dessus de la petite porte d’entrée, la grisaille renferme quelques éléments épars provenant d’un vitrail du XVIe siècle (un buste de moine priant et une église dans un fond de verdure).
Dans le chœur, trois fenêtres en grisailles conservent encore leurs bordures anciennes.
Dans la nef, près de l’autel de saint Gaud, la fenêtre au réseau flamboyant renferme dans ses lancettes les figures en pied de saint Taurin et de saint Aquilin. Les deux baies, côté sud, ont également reçu des grandes figures de saints : sainte Clotilde, saint Louis, saint Nicolas et saint Jean-Baptiste. Ces vitraux comportent des écus rappelant la famille des donateurs.
Dans le mur pignon qui sépare la nef du chœur, deux oculi ont été percés. Le vitrail de droite représente l’Adoration des mages, de l’autre côté, au-dessus de la chapelle Saint-Gaud, un autre vitrail montre la conversion de saint Paul.
Retables
Le fond du chœur est occupé par un large retable peint en blanc et or, qui encadre un très bel autel de marbre rouge (XVIIIe siècle) dont le centre est incrusté d’une croix de Malte en marbre blanc. La partie centrale du retable contient une toile représentant le Christ assis, méditant sur les instruments de la Passion que lui présente un ange.
Un retable (sur le mur nord) provenant de l’église de Saint-Germain-des-Angles, représentant des scènes de la vie de la Vierge. Cette magnifique pièce, réalisée en terre cuite, est peinte et dorée. Cet ensemble a été donné en 1531 par Jacques Lemarchant, curé de Saint-Germain-des-Angles et les paroissiens et est comparable à deux autres retables se trouvant dans les musées de Rouen et de Paris (Cluny). Elles appartiennent au XVIe siècle et sont certainement d’origine flamande.
- Nombreux anciens moulins sur les bords de l'Iton, rivière utilisée à l'époque pour le flottage du bois.
- Poterne de l'ancien château.